# Michael Lechleitner
Michael Lechleitner (* um 1611 in Grins, Tirol; † 25. Jänner 1669 in Au, Vorarlberg) war ein Tiroler Barockbildhauer.

## Leben

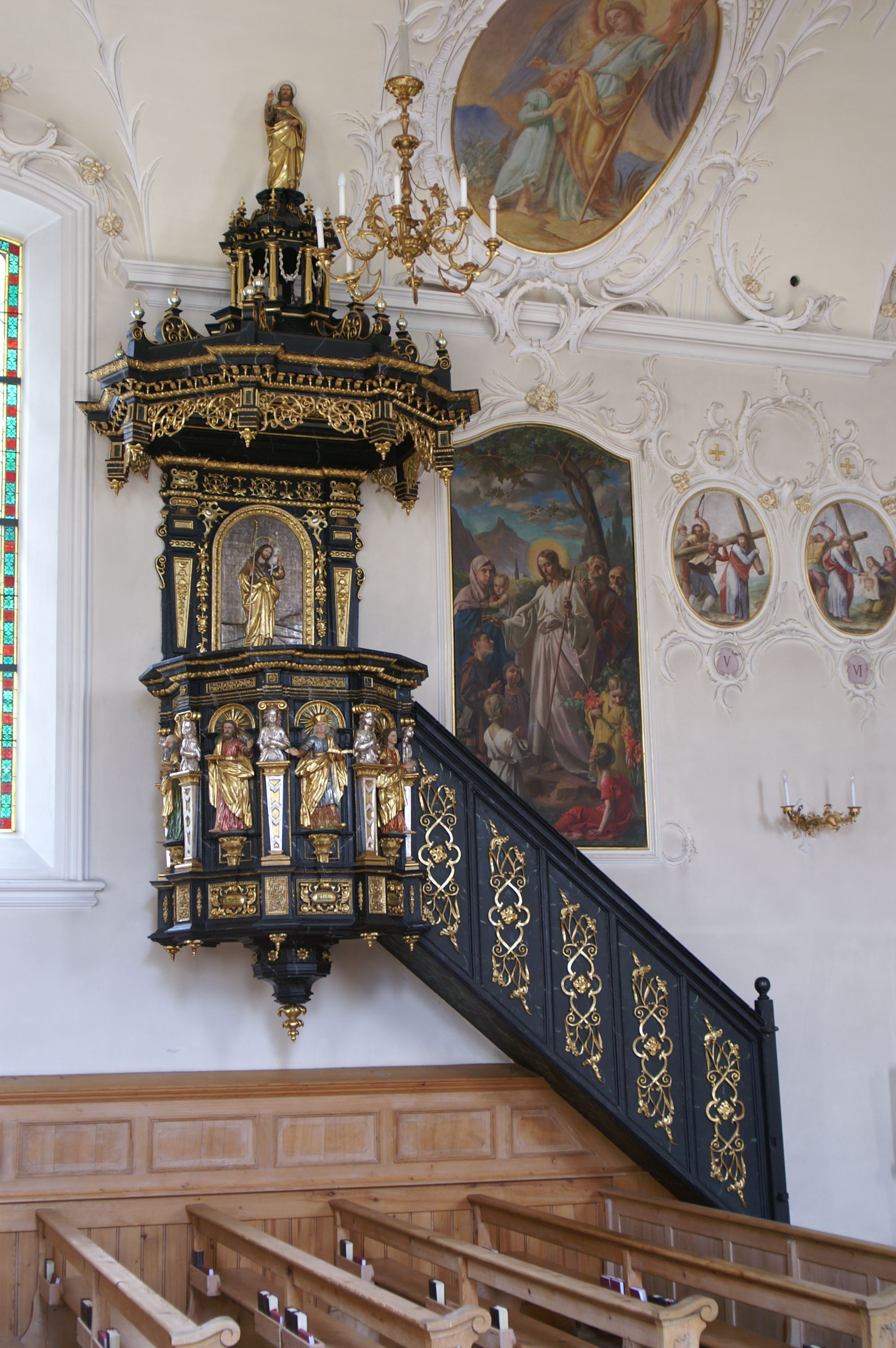
Kanzel, Pfarrkirche Au

Michael Lechleitner, vermutlich verwandt mit Ingenuin Lechleitner, war ein Schüler von Hans Patsch in Landeck. Er schuf Figuren und Altäre im Tiroler Oberland, die in der Tradition der Weilheimer Werkstätten stehen und eine volkstümliche Auffassung mit stärkerer Beweglichkeit und Körperlichkeit der Figuren verbinden.

## Werke
- Altar, Kapelle hl. Margaretha in Pians, 1648
- Kanzel, Pfarrkirche Au, 1669
- Altar, Kapelle Maria Schnee in Pasnatsch, Ischgl (zugeschrieben)
- Madonnenstatue, Wegkapelle Hl. Drei Könige in Platt, Ischgl (zugeschrieben)
- Madonnenstatue, Dreikönigskapelle Schad, Ischgl
- Altar, Kapelle zu den Vierzehn Nothelfern am Fernpass, Nassereith (zugeschrieben)[2]